# Священна книга стартапера. Як збудувати успішну компанію
Священна книга стартапера. Як збудувати успішну компанію (англ. The Startup Owner's Manual: The Step-By-Step Guide for Building a Great Company) — книга Стіва Бланка (відомого американського підприємця, засновника восьми успішних стартапів, одного з дванадцяти кращих майстрів інновацій за версією Harvard Business Review, викладача та автора книг, які присвячено моделюванню бізнесу) та Боба Дорфа (підприємця, інвестора, бізнес-тренера, викладача у бізнес-школі Колумбійського університету, піонера у галузі CRM). Вперше опублікована 1 березня 2012 року видавництвом «K&S Ranch». Українською мовою перекладена та надрукована у 2018 році видавництвом  «Наш Формат» (перекладач - Наталія Валевська).

## Огляд книги
Автори детально описують методику «розвитку клієнта». Вони заперечують таку думку, що «варто для початку щось зробити, а клієнт знайдеться». Натомість, пропонують розробили власний підхід для розвитку бізнесу (орієнтований на клієнта), який полягає у тому, що перед запуском ідеї чи продукту треба спочатку протестувати це на потенційних користувачах. У виданні пояснюється, як ця система повинна працювати на практиці. 
Посібник вміщує детальні інструкції, практичні поради, схеми та чек-листи, які допоможуть розпочати власний бізнес та зробити його по-справжньому прибутковим. 
Сьогодні методику «розвитку клієнта» викладають у Стенфорді, Берклі та Колумбійському університеті.

### Основний зміст
«Священна книга стартапера» - це незамінна покрокова інструкція для будь-якого засновника стартапу, підприємця, інвестора чи викладача.
Авторська модель розвитку через клієнтоорієнтований підхід розбиває ранню діяльність компанії, яка пов’язана із споживачами, на чотири етапи. Перші два - орієнтовані на пошук бізнес-моделі. Наступні - власне реалізація цієї бізнес-моделі. Ці чотири кроки безумовно взаємопов’язані між собою, поступово перетікають один в одного, підтримуючи всі елементи бізнес-діяльності стартапу. 
Такими кроками є:
1.  Виявлення споживачів (вперше фіксується бачення засновника і подається у вигляді гіпотез. Потім йде розробка плану перевірки реакцій користувачів на ці гіпотези, а також відбувається перетворення їх на факти).
2.  Тестування на споживачах (ТС) (стартап проходить перевірку, чи може бути дана бізнес-модель відтворена та масштабована. Якщо на цьому етапі виникнуть якісь проблеми, варто повернутися назад до виявлення споживачів).
3.  Генерування клієнтської бази (перший крок реалізації бізнесу. На даному етапі створюється попит серед кінцевої клієнтської групи, а також активно ведуться продажі, аби масштабувати бізнес).
4.  Формування компанії (етап переходу організації від стартапу до компанії, яка займається втіленням вже перевіреної моделі).
Книга дає чіткі відповіді на низку питань: Що варто робити, аби побудувати успішний масштабний стартап? Які дії мають бути проведені на перший тиждень/ місяць/рік? Який канал збуту підійде саме для вашого продукту? Як отримати трафік на ваш сайт? Як активізувати клієнтів або користувачів? Хто такі «перші клієнти» і чому вони такі важливі для бізнесу?

## Переклад українською
- Стів Бланк. Священна книга стартапера. Як збудувати успішну компанію / Стів Бланк, Боб Дорф / пер. Наталія Валевська. — К.: Наш Формат, 2018. — ISBN 978-617-7552-67-2.